# Stanislaus von Kalckreuth

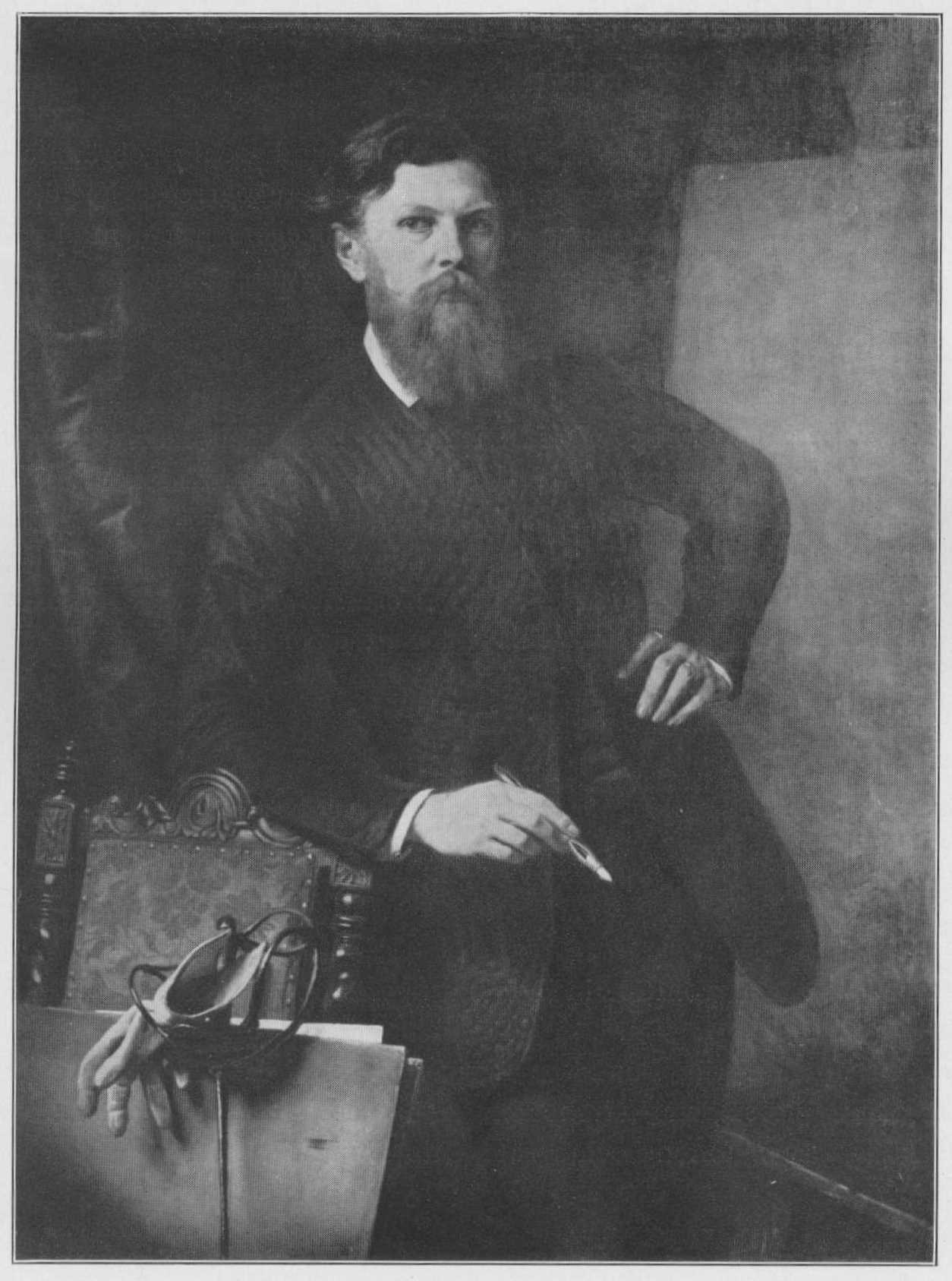
Bildnis des Malers Stanislaus Graf von Kalckreuth, von Karl Ferdinand Sohn (1858)

Stanislaus Friedrich Ludwig Graf von Kalckreuth (* 25. Dezember 1820 in Kozmin bei Posen; † 25. November 1894 in München) war ein deutscher Maler.

## Leben
Stanislaus von Kalckreuth, Sohn des Wilhelm Graf von Kalckreuth (1782–1857) und dessen zweiter Frau Luise von Stechow (1791–1840), absolvierte erfolgreich das Gymnasium zu Polnisch Lissa und besuchte anschließend für kurze Zeit eine Kadettenanstalt. Mit 20 Jahren trat Kalckreuth in Potsdam als Offizier in das 1. Garde-Regiment zu Fuß ein, verließ es aber schon nach kurzer Zeit wieder. Von 1840 bis 1844 nahm er Malunterricht bei Carl Gustav Wegener (1812–1887) in Potsdam, später bei Wilhelm Krause und Karl Eduard Biermann in Berlin.
Mit 24 Jahren ging er 1845 nach Düsseldorf und wurde dort zwischen 1846 und 1849 an der Kunstakademie Schüler u. a. des Malers Johann Wilhelm Schirmer. Ende 1849 ließ sich Kalckreuth für fast zwei Jahre in Köln nieder und zog dann nach Düsseldorf, wo er weiteren Privatunterricht bei Schirmer bis 1853 nahm.
Ab 1848 unternahm er Studienreisen durch die Schweiz, die Pyrenäen, Frankreich und Italien, anfangs mit königlichen Reisestipendien.
Der preußische König Friedrich Wilhelm IV. ernannte Kalckreuth 1852 zum Professor. 1858 zog er nach Weimar, wo er maßgeblich an der Gründung der Großherzoglich-Sächsischen Kunstschule beteiligt war. 1860, mit der feierlichen Eröffnung unter Anwesenheit des Königs, wurde Kalckreuth offiziell als deren erster Direktor bestätigt. Er verstand es, fortschrittliche Maler in Weimar zu versammeln.
Im Januar 1876 legte Kalckreuth alle seine Ämter nieder und zog sich ins Privatleben zurück. Er zog zunächst nach Bad Kreuznach, dem Heimatort seiner Ehefrau Anna. Seit 1883 lebte er in München. Dort starb er im Alter von 73 Jahren.

## Werk
Von seinen Reisen brachte er zahlreiche Skizzen mit, um sie dann im Atelier zu klassischen Bildkompositionen im Sinne Schirmers zu verarbeiten. Vor allem malte er menschenleere Gebirgslandschaften. Besonders war er an der eindrucksvollen Wiedergabe atmosphärischer Phänomene interessiert und scheute auch vor dem Alpenglühen nicht zurück.

## Familie

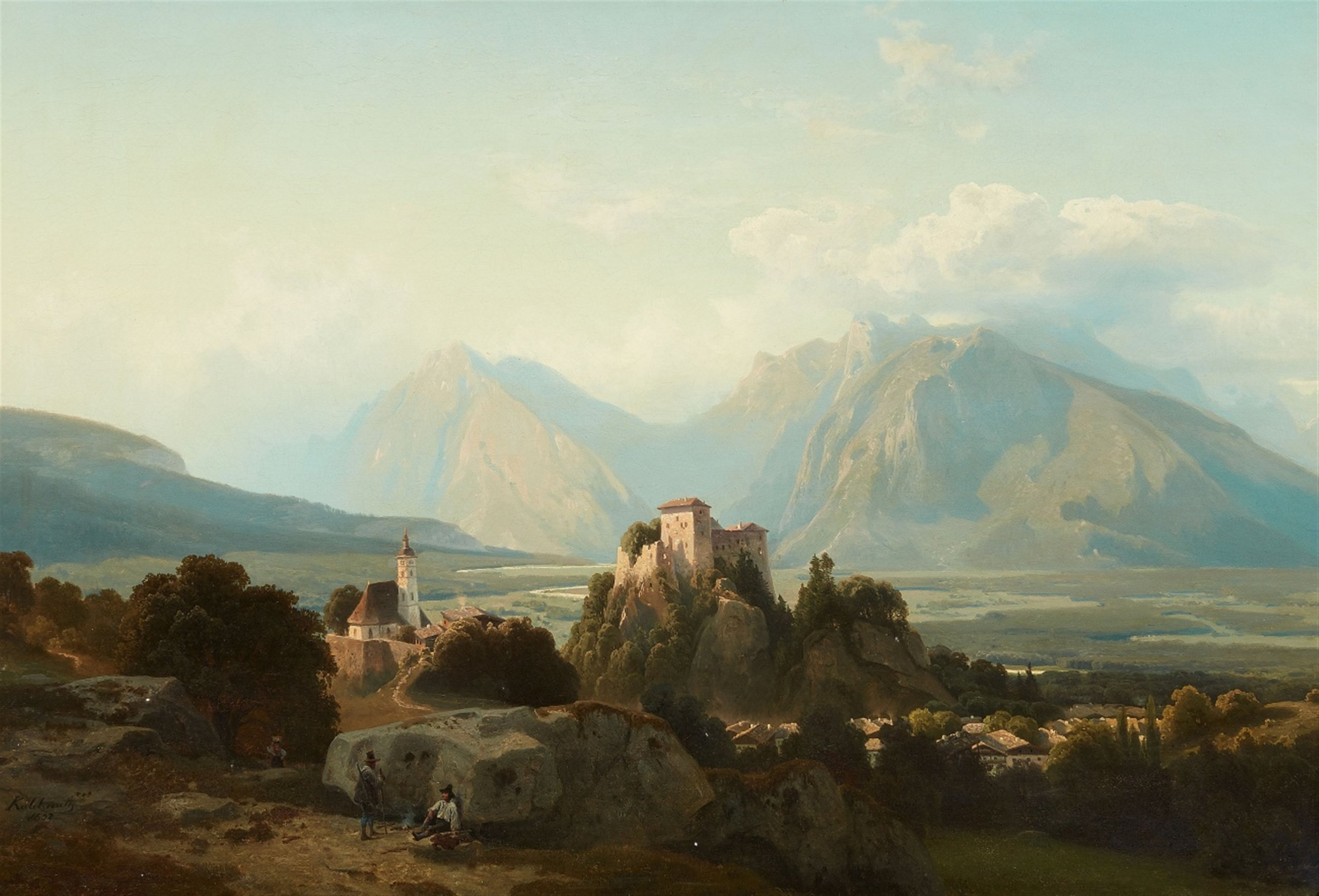
Gebirgslandschaft mit Burganlage

Graf Kalckreuth heiratete in erster Ehe 1849 Anna Eleonore Cauer (1829–1881), die aus der Kreuznacher Bildhauerfamilie Cauer stammte. 1886 heiratete er seine zweite Frau Babette Meyer (* 1835).
Kinder aus der ersten Ehe:
- Klara Karoline Xaverine Agnes Luise Elise (1851–1903), bekam Musikunterricht bei Clara Schumann und Franz von Liszt, ⚭ 1871 Karl Alfred von Hase (1842–1914), evangelischer Theologe
- Helene (* 1852) ⚭ 1880 Hans Graf Yorck von Wartenburg
- Leopold (1855–1928) wurde ebenfalls ein bekannter Maler, ⚭ 1885 Bertha Gräfin Yorck von Wartenburg (* 1864)
- Pauline (1856–1929) widmete sich ebenfalls der Malerei,[1]
- Marie (1857–1897) wurde ebenso Malerin und wirkte hauptsächlich in der Porträtmalerei

Zu seinen Urenkeln gehören u. a. Karl Friedrich, Klaus, Dietrich und Sabine Bonhoeffer.

## Werke (Auswahl)
- Gebirgslandschaft mit Burganlage (1852)
- Lac de Gaube in den Pyrenäen (1855)
- Das Canigaithal in den Ostpyrenäen (1856)
- Der Rosenlauigletscher in der Schweiz (1878)

## Genealogie
- Gothaisches Genealogisches Taschenbuch der Gräflichen Häuser 1898. 71. Jahrgang, Justus Perthes, 15. November 1897, S. 476.